# Taraxacum rubrisquameum
Taraxacum rubrisquameum là một loài thực vật có hoa trong họ Cúc. Loài này được M.P.Christ. & M.P.Christ. miêu tả khoa học đầu tiên năm 1936.